# 卡巴爾達人
卡巴爾達人，北高加索民族。他們是半游牧民，與阿迪格人有關（是阿迪格人東部分支）。他們操卡巴尔达语。

## 族群分佈
他們人口有520,000人，主要在俄羅斯的卡巴爾達-巴爾卡爾共和國，一些生活在土耳其、格魯吉亞、美國、中東。他們大多數人是遜尼派穆斯林，但是少數在北奧塞梯的卡巴爾達人信奉基督教。